# Chevrolet Classic
O Chevrolet Corsa Sedan, chamado posteriormente de Chevrolet Classic, foi um modelo compacto sedan de quatro portas fabricado pela Chevrolet no Brasil e na Argentina. Foi fabricado entre 1995 e 2016.
O modelo foi vendido na China em 2005 com o Nome de Chevrolet Sail, substituindo o Buick Sail que era o antigo Chevrolet Corsa.

## História
O Corsa Sedan (plataforma S4200) foi produzido entre 1997 e 2002 inicialmente nas versões GL e GLS. Este modelo tinha inicialmente opção de câmbio automático. O modelo GLS, além do câmbio automático (Aishin, herdado do Vectra), oferecia Freios ABS, Bancos de Couro, Ar-Condicionado, Air Bag Duplo, além de opções de motorização 1.6 8V (92 cv) e 1.6 16V (102 cv). O GL era mais espartano.
A fim de diferenciá-lo da nova geração da família Corsa (plataforma S4300), passou a se chamar Corsa Classic em 2002. Foi um dos modelos mais vendidos no Brasil beneficiado por seu bom acabamento e porta-malas, sendo também um dos preferidos das frotas de táxis no Brasil. Devido ao grande índice de vendas entre 2004 e 2005, chegou até a ser comercializado com câmbio automático. 
A partir de 2009 somente a versão Life continua sendo comercializada, tendo sido rebatizada de "VHC-E". Em abril de 2010 foi lançado o novo Classic, com mudanças significativas na frente e traseira, com destaque para os farois. Com essas mudanças seu design ficou semelhante ao seu irmão maior Prisma de primeira geração. Este modelo é baseado no Chevrolet Sail de primeira geração, veículo comercializado em países como China, Chile e Peru. No México, ele já foi reestilizado e tem outro nome, Chevy C2.
Anunciado em 2012 da comercialização do AirBag e ABS como opcionais das versões LS e Advantage chegando aos R$ 31.900,00 completa. Em Agosto de 2013 a Chevrolet do Brasil encerrou definitivamente a produção do Classic no Brasil. A partir disso, o modelo viria a ser importado da Argentina até o fim da sua produção no ano de 2016. O modelo, que foi fabricado por 21 anos consecutivos, ainda contava com cerca de 5.000 unidades após o fim de sua produção 

## Galeria de fotos

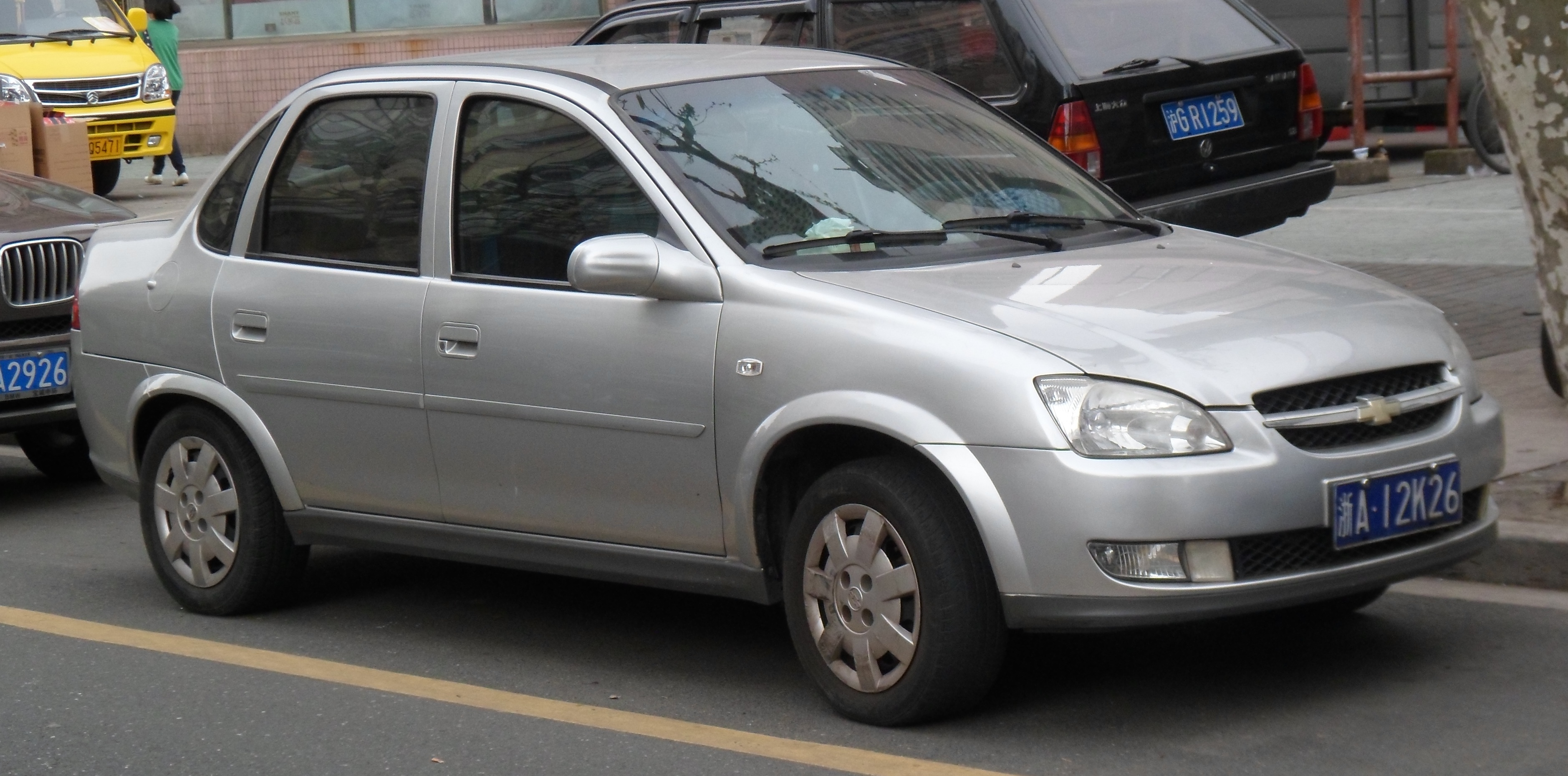
Chevrolet Sail (2005-2016)
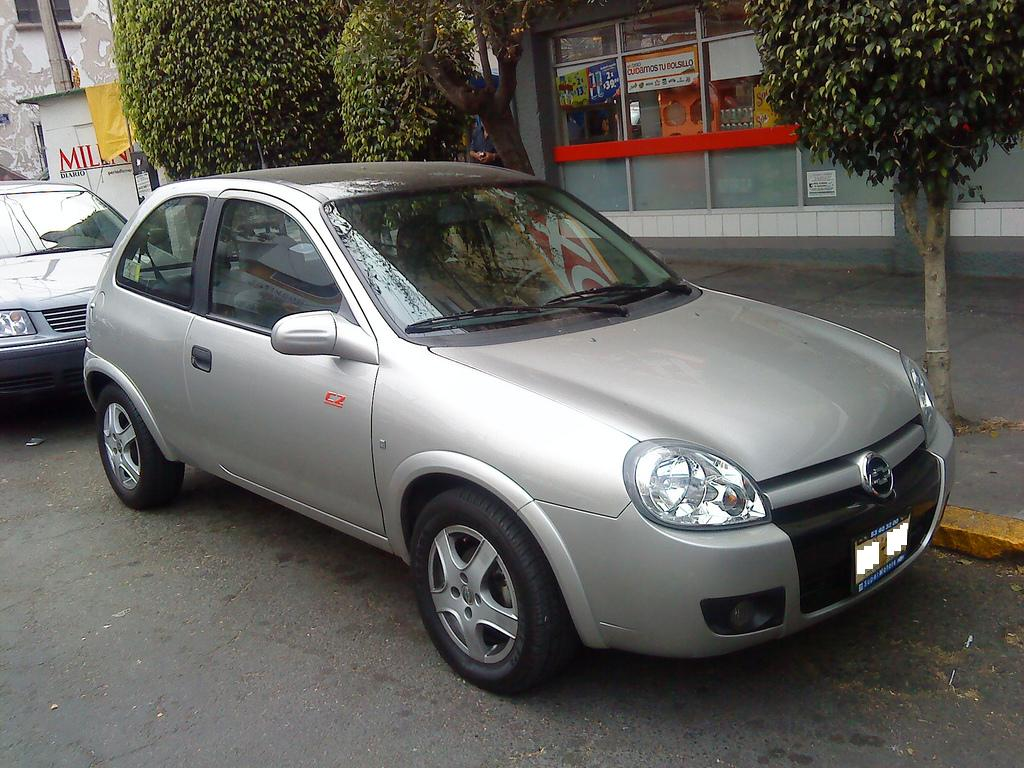
Chevy C2 MP3 Ed. Ltda.
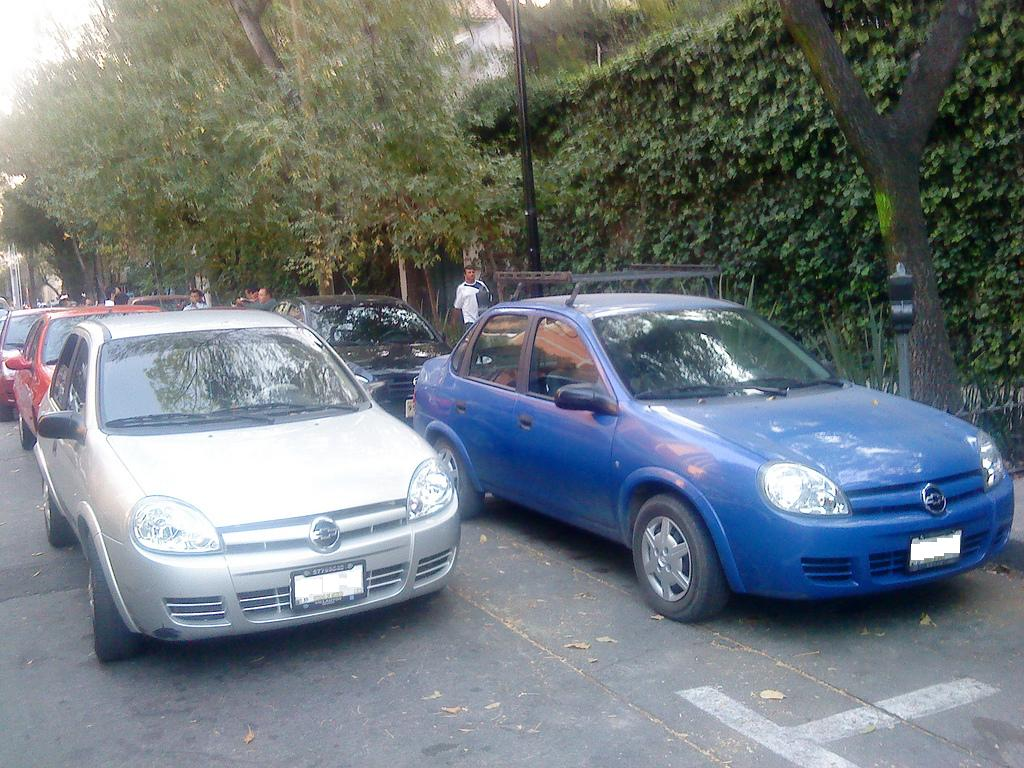
Chevy C2 4 portas
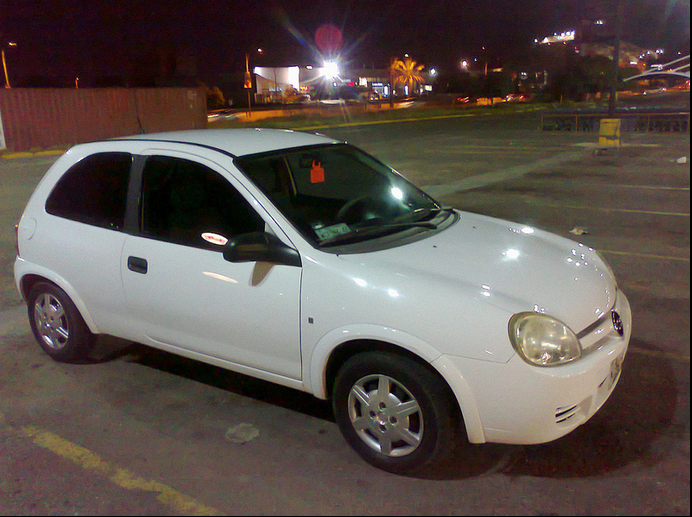
Chevy C2 Mexicano
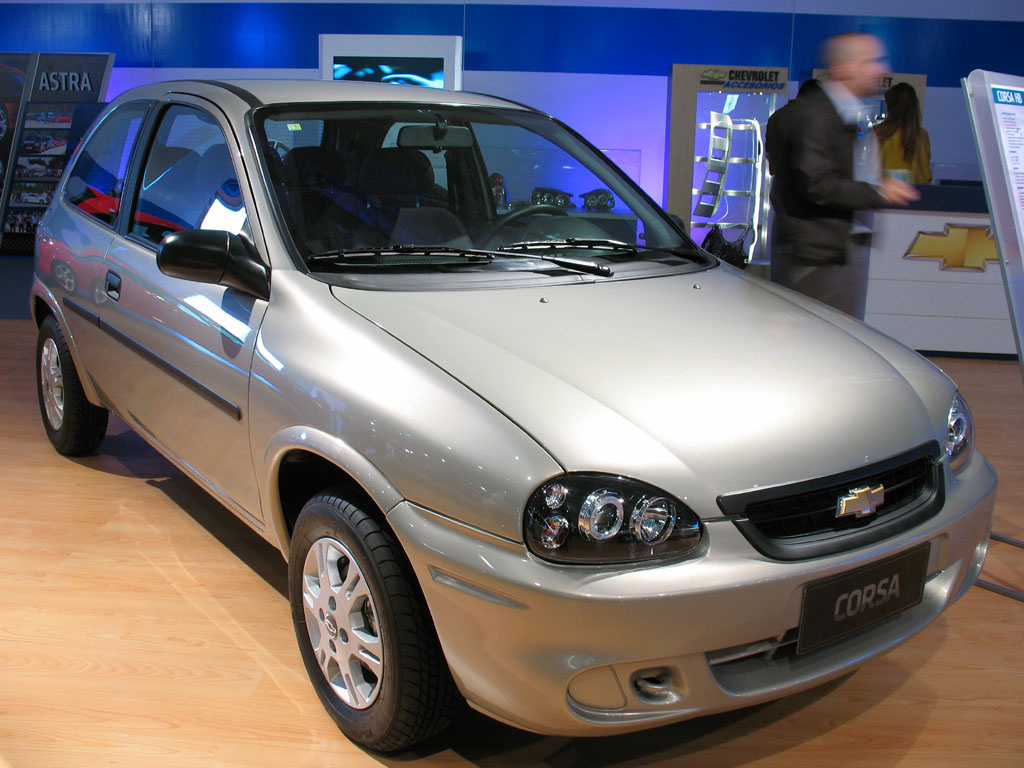
Chevrolet Corsa Classic 1.6 2009
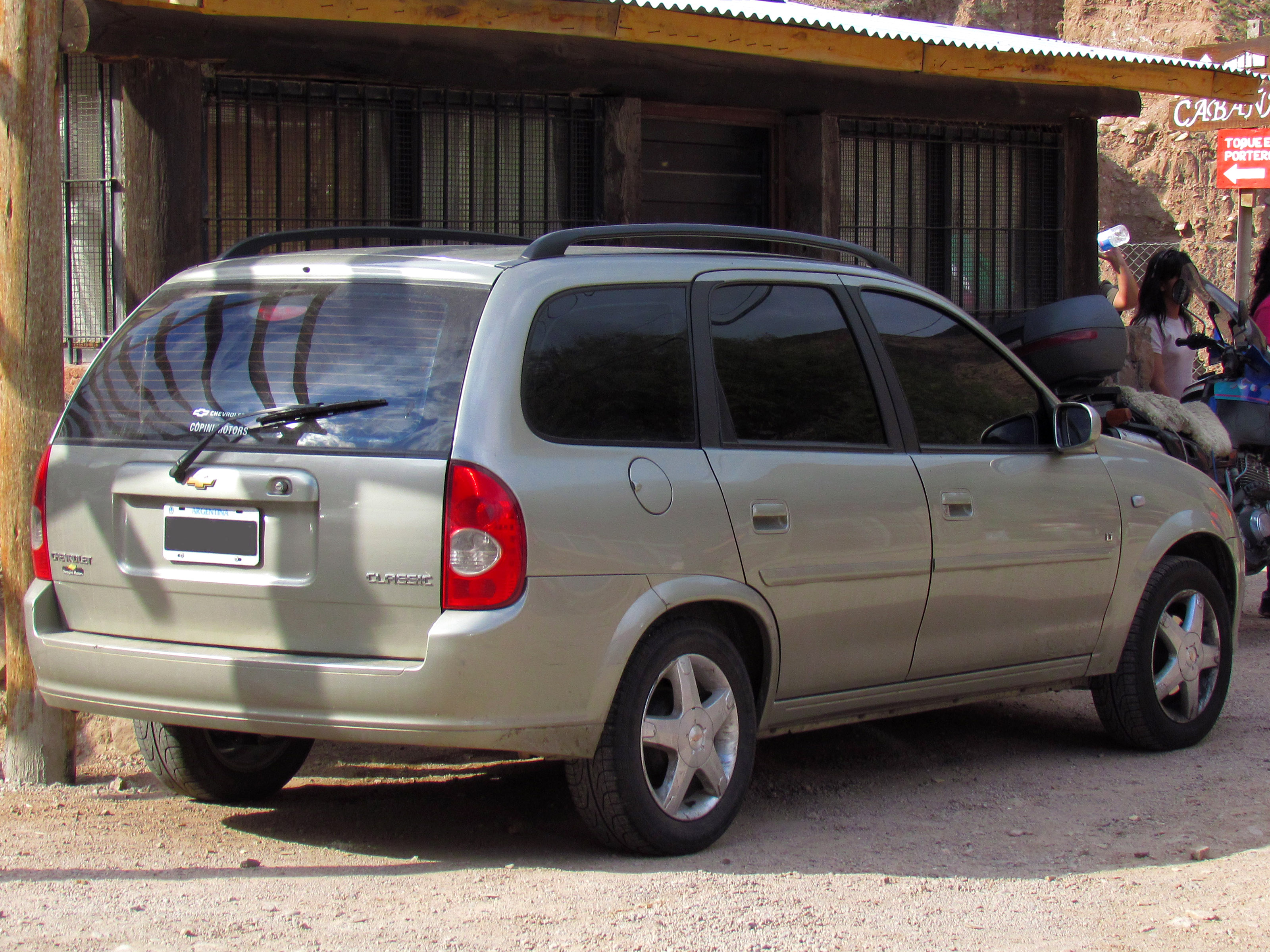
Classic Wagon LT,a versão Perua do Classic